# Ференц I Ракоци
Ференц I Ракоци (венг. I. Rákóczi Ferenc; 24 февраля 1645, Алба-Юлия, Трансильвания — 8 июля 1676, Зборов, Венгерское королевство) — венгерский аристократ, князь Трансильвании в 1652—1660 годах в качестве соправителя отца. Участвовал в антигабсбургском заговоре Зринских и Франкопана 1670 года, но был помилован.

## Биография
Ференц Ракоци родился в 1645 году в семье вассального османам трансильванского князя Дьёрдя Ракоци и его жены Софии Батори. В 1652 году, ещё при жизни Дьёрдя, сословия Трансильвании выбрали Ференца князем в качестве соправителя отца. В 1660 году османы сместили обоих Ракоци, Дьёрдь умер, а Ференцу пришлось бежать в фамильные владения в Венгрии, в той части этого королевства, которой правили Габсбурги.
Отец Ференца был протестантом, а София перешла в эту веру из католичества перед замужеством. Теперь же княгиня вернулась в лоно католической церкви, а следом за ней веру сменил и Ференц. В 1666 году Ракоци женился на Илоне Зриньи. Позже он примкнул к заговору хорватских магнатов, целью которого было создание отдельного государства под протекторатом османов. Эта затея закончилась неудачей, руководители заговора были казнены, но Ференцу сохранили жизнь — в том числе из-за его связей с иезуитами. Он выплатил огромный штраф в 400 тысяч золотых гульденов и удалился в один из своих замков Зборов, где умер в 1676 году, когда ему был 31 год.
От брака с Илоной Зриньи у Ференца было трое детей: Дьёрдь, Юлиана и Ференц. Последний в начале XVIII века возглавил восстание венгров против Габсбургов.